# Szyrwanskaja Wodokaczka
Szyrwanskaja Wodokaczka (ros. Ширванская Водокачка) – wieś (ros. посёлок) w Rosji, w Kraju Krasnodarskim, w rejonie apszerońskim. Wchodzi w skład osiedla wiejskiego Nowopoljanskoje.

## Geografia
Wieś znajduje się w południowej części Kraju Krasnodarskiego, blisko granicy z Adygeją.
Jest położona nad rzeką Pszechą.

## Demografia
W 2010 roku wieś zamieszkiwały 53 osoby.